# 박창환
박창환(한국 한자: 朴昌煥, 2003년 11월 21일 ~ )는 대한민국의 축구 선수로, 포지션은 미드필더이다. 현재 K리그2 서울 이랜드 FC 소속이다.